# レキシントン・アベニュー (マンハッタン)
レキシントン・アベニュー（英: Lexington Avenue）は、アメリカ合衆国ニューヨーク州ニューヨーク市マンハッタン区を南北に縦断する大通り。車道は南方向への一方通行である。西側にはパーク・アベニュー、東側には3番街が並走している。グラマシー・パークの北側21丁目からはじまり、グラマシー、ミッドタウン、アッパー・イースト・サイド、スパニッシュ・ハーレム、ハーレムを通ってハーレム・リバー・ドライブ (en) に至る。
この通りは1811年委員会計画による何番街という名前で呼ばれる通りではなく、1836年に弁護士・不動産開発業者のサミュエル・ラッグルズ (Samuel Ruggles) の努力により3番街とパーク街（旧4番街）の間に作られた。また、この通りの南端グラマシー・パークの南側の延長線上には20丁目から14丁目までアーヴィング・プレイス と呼ばれる通りがある。この通りもレキシントン街と同時に作られたものである。「レキシントン」の名は独立戦争時のレキシントンの戦いに因む。

## 建築
レキシントン・アベニューのミッドタウン部分はオフィス街であり、42丁目にクライスラービルがある。また、パーク街とレキシントン街、53丁目と54丁目にはさまれたブロック全体はシティグループが占め、更に52丁目と53丁目の間にシティグループ・センターがある。その他、599 レキシントン・アベニューやゼネラルエレクトリックビルなどが建つ。

## アーヴィング・プレイス

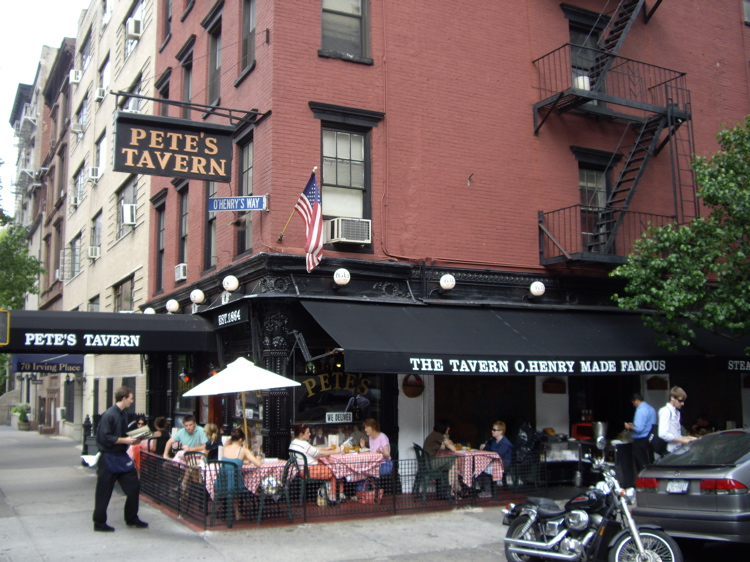
ピートズ・タバーン (en)

レキシントン・アベニューの南の延長線上には全長5ブロックのアーヴィング・プレイス (Irving Place) が、グラマシー・パークの南端20丁目から14丁目まで走っている。この通りは南北両方向通行である。レキシントン・アベニューとは対照的に、区間が短いこともあり、マンハッタンの主要幹線道路とはなっていない。ユニオン・スクエアが1839年に開園した後、アーヴィング・プレイス周辺のエリアは市内で最も人気の住宅街の一つとなった。これは、エリアの北にはグラマシー・パークが、スタイフェサント・スクエア (en) が開発されたことも大きい。
様々なレストランやバーがアーヴィング・プレイス沿いに並んでいる。中でも、ニューヨークに現存する最古のサルーンであるピートズ・タバーン (en) は、禁酒令の下でも花屋と偽装して生き残った。ここで、オー・ヘンリーが"賢者の贈り物"の着想を得たと言われている。アーヴィング・プラザ (en) は、東15丁目の位置にあり、様々なメジャーおよびインディーズ・バンドのコンサートを催しており、毎夜賑わっている。また、この通りの17丁目からグラマシー・パークの区間には大型のアパートが建ち並んでいる。また、17丁目には、B&B形式の小さな宿やがある。これは 1840–1841年に建設され1991–1995年に改修された2軒のグリーク・リヴァイヴァル建築 (en) のタウンハウスに入っている。
歴史的・建築的に重要な建物はアーヴィング・プレイス47番地および49番地である。後者にはワシントン・アーヴィング (Washington Irving) が住んでいたと言われているが、事実ではない。これらの建物は、東17丁目 / アーヴィング・プレイス歴史地区 (en) の一部であり、20丁目の角の19 グラマシー・パーク (en) はグラマシー・パーク歴史地区の一部である。
この通りにあるオフィスは、en:The Nation誌、薔薇十字団のニューヨーク支部およびSeafarers and International House missionがある。また、病院や市の機関のビルとしては、ワシントン・アーヴィング高校 (en) やニューヨーク市人事課 (en) の本部がある。この通りの南端の西側はゼッケンドルフ・タワー (en) の背面、東側はコンソリデーティッド・エジソン・ビル (en) がある。

## 交通アクセス
8丁目から4番街とパーク街の下を走って来たニューヨーク市地下鉄IRTレキシントン・アベニュー線 (IRT Lexington Avenue Line)（    線）は42丁目からはこの通りの下を走りブロンクスに至る。
この通りにはMTAバスの南行きM98、M101、M102、M103、BxM1が運行されている。おなじ路線の北行きは3番街を通る。

## 大衆文化におけるレキシントン・アベニュー
映画七年目の浮気(1955年)でマリリン・モンローが演じる金髪美女が地下鉄の通気口に立ち、風で白いスカートを浮き上がらせるシーンは1954年9月15日にこの通りと51丁目の角で撮影されたが、
見物人の立てた音のため没になり、改めてスタジオで撮影された。